# Christian Lusakueno
Christian Lusakueno, né à Lille en France, est un journaliste et animateur franco-congolais, chef d'entreprise et directeur général de la radio Top Congo en République démocratique du Congo,,,,.

## Biographie
Christian Lusakueno est originaire du Congo-Kinshasa, il revient à Kinshasa âgé de 12 ans et fait ses études à l'école française de Kinshasa, interdit de suivre la télévision à la maison par son père, il développe sa passion pour la radio.

### Carrière
Ayant plus de 30 ans sur le champ médiatique congolais, Lusakueno débute dans la radio Antipode où il passe son stage et y acquiert ses premières expériences. En 1993, il commence à la Radio Panik, une station qui a des programmes communautaires, avec des émissions en lingala espérant atteindre la communauté congolaise de Bruxelles, et il produit quelques émissions à destination d'autres communautés africaines. Un an après ce parcours, il est recruté chez Africa N 1 en ayant l’opportunité de parcourir toute l'Afrique et même de couvrir la guerre et les différents processus de négociation de paix au Congo, c'est alors qu'il décide de créer une station radio dans ce pays et lance Top Congo le 14 juillet 2003,, qui devient après la station la plus populaire en RDC avec 200 stations affiliées et plus de 10 millions d'auditeurs, avec comme mention, la radio la plus proche de la population.